# چان وا-شون
چان وا-شون (انگلیسی: Chan Wah-shun؛ ۱ ژانویهٔ ۱۸۴۹ – ۱ ژانویهٔ ۱۹۱۳) مشهور به وای صَراف یک رزمی‌کار وینگ‌چون و صَراف اهل چین بود.
وی یکی از شاگردان استاد برجستهٔ این سبک لیانگ جان بود و بعدها خودش شاگردانی چون ییپ من را تربیت کرد.